# Комаргородська сільська рада
Комаргородська сільська рада — колишній орган місцевого самоврядування у Томашпільському районі Вінницької області з центром у с. Комаргород.

## Населені пункти
Сільській раді були підпорядковані населені пункти:
- с. Комаргород
- с-ще Комаргородське

## Склад ради
Рада складалася з 16 депутатів та голови.